# Gawroniec, Tỉnh West Pomeranian
Gawroniec [ɡaˈvrɔɲet͡s] (German Gersdorf) là một ngôi làng thuộc khu hành chính của Gmina Połczyn-Zdrój, trong quận Świdwin, West Pomeranian Voivodeship, ở phía tây bắc Ba Lan. Nó nằm khoảng 12 kilômét (7 mi)   phía tây nam Połczyn-Zdrój, 21 km (13 mi) về phía đông nam của Świdwin và 100 km (62 mi) về phía đông của thủ đô khu vực Szczecin.
Trước năm 1945, khu vực này là một phần của Đức. Đối với lịch sử của khu vực, xem Lịch sử của Pomerania.
Ngôi làng có dân số là 490 người.

## Cư dân đáng chú ý
- Friedrich Wilhelm von Borcke (1693 Từ1769), chính trị gia người Phổ
- Kaspar Wilhelm von Borcke (1704 Từ1747), chính trị gia người Phổ
- Otto Dann (1937-2014), nhà sử học người Đức